# مایکل رضا
مایکل رضا (عربی: محمد طعان رضا؛ زادهٔ ۳۰ دسامبر ۱۹۷۲) بازیکن فوتبال اهل لبنان بود.
از باشگاه‌هایی که در آن بازی کرده‌است می‌توان به باشگاه فوتبال ولونگونگ وولفس و باشگاه فوتبال هومنتمن بیروت اشاره کرد.
وی همچنین در تیم ملی فوتبال لبنان بازی کرده‌است.